# Camille Bert
Camille-Léon-Louis Bertrand, dit Camille Bert, és un actor de teatre i cinema francès, nascut el 27 de desembre de 1880 a Orléans i mort el 18 de juny de 1970 al 8è districte de París.

## Biografia
Va ser estudiant a l'escola de Paul Mounet al Conservatoire national supérieur d'art dramatique, la qual cosa li va permetre actuar a la majoria dels escenaris Parísencs i en gires. Es va allotjar en particular al Teatre Mikhaïlovski a Sant Petersburg.
La seva carrera cinematogràfica va abastar des de 1909 fins a 1956, amb un total d'un centenar de pel·lícules (equivalència entre mut i parlat).
Es va retirar per acabar els seus dies amb la seva dona, Adrienne Guilloud. Va morir a casa seva i va ser enterrat a la divisió 27 del cementiri de Thiais.

## Teatre
- 1906 : Éducation de prince de Maurice Donnay, théâtre du Vaudeville
- 1907 : Le Ruisseau de Pierre Wolff, théâtre du Vaudeville
- 1908 : La Maison en ordre d'Arthur Wing Pinero, théâtre Femina
- 1909 : La Route d'émeraude de Jean Richepin segons Eugène Demolder, théâtre du Vaudeville
- 1922 : Le Portrait de Dorian Gray segons Oscar Wilde, posada en escena Georges Pitoëff, Comédie des Champs-Élysées
- 1923 : Le Chevallier de Colomb
- 1939 : Baignoire B de Maurice Diamant-Berger, posada en escena Jean Wall, théâtre Marigny
- 1944 : Le Portier du paradis d'Eugène Gerber, posada en escena Henri Beaulieu, théâtre Pigalle
- 1951 : Corruption au palais de justice d'Ugo Betti, posada en escena Yves Villette, théâtre Lancry

## Filmografia
- 1911 : Au fil de l'eau de Max André
- 1911 : Le Roi de Louis Feuillade
- 1912 : La Loi de la guerre de Henri Fescourt
- 1913 : La Poudre X de René Le Somptier
- 1913 : Pourquoi ? de Henri Fescourt
- 1914 : Le Calvaire de Louis Feuillade
- 1914 : La Fille du prince de Henri Fescourt
- 1914 : Fleur d'exil de Henri Fescourt
- 1915 : La Fille du Boche de Henri Pouctal
- 1915 : France d'abord de Henri Pouctal
- 1915 : Quand même de Henri Fescourt
- 1915 : L'Homme masqué de Henri Pouctal
- 1915 : Pêcheur d'Islande de Henri Pouctal
- 1916 : L'Épreuve de Louis Feuillade
- 1917 : Le Bandeau sur les yeux de Louis Feuillade
- 1917 : Déserteur de Louis Feuillade
- 1917 : La Fugue de Lily de Louis Feuillade
- 1918 : L'Énigme de Jean Kemm
- 1919 : Au travail de Henri Pouctal
- 1919 : Haceldama ou le Prix du sang de Julien Duvivier
- 1920 : Le Lys du Mont Saint-Michel de Henry Houry et J. Sheffer
- 1920 : Le Secret de Rosette Lambert de Raymond Bernard
- 1921 : Gigolette de Henri Pouctal
- 1922 : Jean d’Agrève de René Leprince
- 1922 : Vent debout de René Leprince
- 1922 : Le Refuge de Georges Monca et Rose Pansini
- 1923 : L'Espionne de Henri Desfontaines
- 1923 : Pax Domine de René Leprince
- 1924 : L'Arriviste d'André Hugon : l'inconnu
- 1924 : L'Enfant des halles de René Leprince
- 1924 : Princesse Lulu de E.B Donatien
- 1925 : La Vocation d'André Carel de Jean Choux
- 1926 : La Réponse du destin de André Hugon
- 1926 : Yasmina de André Hugon
- 1926 : Le Joueur d'échecs de Raymond Bernard
- 1926 : La Châtelaine du Liban de Marco de Gastyne
- 1926 : Le Berceau de Dieu de Fred Leroy-Granville
- 927 : La Vestale du Gange de André Hugon
- 1928 : Tu m'appartiens de Maurice Gleize
- 1928 : Il était une fois trois amis de Jean-Benoît Lévy et Marie Epstein
- 1928 : L'Équipage, de Maurice Tourneur
- 1929 : Lendemain d'amour de Gaston Mourru de Lacotte
- 1929 : Tarakanova de Raymond Bernard
- 1930 : La Lettre de Louis Mercanton
- 1930 : Accusée, levez-vous de Maurice Tourneur
- 1930 : David Golder de Julien Duvivier
- 1932 : Les Deux Orphelines de Maurice Tourneur
- 1932 : Maurin des Maures de André Hugon : le brigadier Orsini
- 1932 : Mon curé chez les riches de E.B Donatien
- 1932 : Pax de Francis A. Elias i Camille Lemoine
- 1933 : La Voie sans disque de Léon Poirier
- 1933 : Le Petit Roi de Julien Duvivier
- 1933 : Cette nuit-là de Marc Sorkin
- 1933 : Gardez le sourire de Paul Fejos et René Sti
- 1933 : L'Illustre Maurin de André Hugon
- 1933 : Matricule 33 de Karl Anton
- 1933 : La Merveilleuse Tragédie de Lourdes de Henri Fabert
- 1934 : Le Grand Jeu de Jacques Feyder : le colonel
- 1934 : Brevet 95-75 de Pierre Lequim
- 1934 : Itto de Jean-Benoît Lévy et Marie Epstein
- 1934 : Le Rosaire de Gaston Ravel i Tony Lekain
- 1934 : Sapho de Léonce Perret
- 1934 : Bar de nuit - court métrage -
- 1935 : Variétés, de Nicolas Farkas
- 1935 : Le Clown Bux de Jacques Natanson
- 1935 : L'Impossible Aveu de Giuseppe Guarino
- 1935 : Michel Strogoff de Jacques de Baroncelli i Richard Eichberg
- 1935 : Le Mystère Imberger de Jacques Séverac
- 1935 : La Tendre Ennemie de Max Ophüls
- 1935 : Tovaritch de Jacques Deval
- 936 : Les Bas-fonds de Jean Renoir
- 1936 : Les Loups entre eux de Léon Mathot
- 1936 : Maria de la nuit de Willy Rozier
- 1936 : La Rose effeuillée de Georges Pallu
- 1937 : Paris de Jean Choux
- 1937 : Yoshiwara de Max Ophüls
- 1937 : La Dame de pique de Fédor Ozep
- 1937 : Feu ! de Jacques de Baroncelli
- 1937 : La Fille de la Madelon de Georges Pallu i Jean Mugeli
- 1937 : Monsieur Bégonia de André Hugon : Papalagos
- 1937 : Police mondaine de Michel Bernheim et Christian Chamborant
- 1937 : Sœurs d'armes de Léon Poirier
- 1937 : Tamara la complaisante de Félix Gandéra et Jean Delannoy
- 1938 : Champions de France de Willy Rozier
- 1938 : Ceux de demain de Adelqui Millar et Georges Pallu
- 1938 : La Cité des lumières de Jean de Limur
- 1938 : Le Héros de la Marne de André Hugon : Hans
- 1938 : Légions d'honneur de Maurice Gleize
- 1938 : Paix sur le Rhin de Jean Choux
- 1938 : Thérèse Martin de Maurice de Canonge
- 1939 : Sidi-Brahim de Marc Didier
- 1940 : Finance noire de Félix Gandéra
- 1941 : Mam'zelle Bonaparte de Maurice Tourneur
- 1942 : La Grande Marnière de Jean de Marguenat
- 1942 : Mermoz de Louis Cuny
- 1942 : Le Voile bleu de Jean Stelli
- 1943 : Le Soleil de minuit de Bernard Roland
- 1945 : Mission spéciale de Maurice de Canonge
- 1947 : L'Éventail d'Emil-Edwin Reinert
- 1949 : La nuit s'achève de Pierre Méré
- 1956 : Heidemarie de Herman Kugelstadt
- 1956 : Bonjour jeunesse de Maurice Cam